# Ojstro (gmina Laško)
Ojstro – wieś w Słowenii, w gminie Laško. W 2018 roku liczyła 98 mieszkańców.